# Konrad Anlauf
Konrad Anlauf (ur. 1881, zm.?) – podpułkownik Wojska Polskiego, agent  wywiadu niemieckiego.

## Życiorys
Jako kapitan, 3 stycznia 1919 został przeniesiony z Milicji w Przemyślu do Żandarmerii Okręgu Generalnego Kraków.  W 1924 w stopniu podpułkownika dowodził 4 Dywizjonem Żandarmerii. Następnie pracował w Powiatowej Komendzie Uzupełnień w Nowym Targu, gdzie przez okres 4 miesięcy odbywał praktyki poborowe.  
W 1927 został przeniesiony z korpusu oficerów żandarmerii do korpusu oficerów piechoty, pozostając na stanowisku komendanta PKU. W 1929 roku został zwolniony z pełnionej funkcji i oddany do dyspozycji dowódcy Okręgu Korpusu Nr V. W stan spoczynku został przeniesiony 30 listopada 1929. 
W czasie II wojny światowej jako emeryt mieszkał w Zakopanem. W tym czasie był konfidentem Gestapo. Po ujawnieniu faktu współpracy z Niemcami został skazany przez Polskie Państwo Podziemne na karę śmierci. Polecenie wykonania wyroku z 10 maja 1943, skierowano do wykonania 26 stycznia 1944.